# Джеймстаун (Колорадо)
Джеймстаун (англ. Jamestown) — місто (англ. town) в США, в окрузі Боулдер штату Колорадо. Населення — 256 осіб (2020).

## Географія
Джеймстаун розташований за координатами 40°7′1″ пн. ш. 105°23′21″ зх. д. / 40.11694° пн. ш. 105.38917° зх. д. (40.117078, -105.389048).  За даними Бюро перепису населення США в 2010 році місто мало площу 1,62 км², з яких 1,62 км² — суходіл та 0,00 км² — водойми.

## Демографія
Згідно з переписом 2010 року, у місті мешкали 274 особи в 131 домогосподарстві у складі 73 родин. Густота населення становила 170 осіб/км².  Було 141 помешкання (87/км²).
Расовий склад населення:
| - 96,0 % — білих - 1,8 % — азіатів |

До двох чи більше рас належало 2,2 %. Частка іспаномовних становила 1,1 % від усіх жителів.
За віковим діапазоном населення розподілялося таким чином: 17,5 % — особи молодші 18 років, 70,5 % — особи у віці 18—64 років, 12,0 % — особи у віці 65 років та старші. Медіана віку мешканця становила 46,6 року. На 100 осіб жіночої статі у місті припадало 106,0 чоловіків;  на 100 жінок у віці від 18 років та старших — 107,3 чоловіків також старших 18 років.
Середній дохід на одне домашнє господарство  становив 71 936 доларів США (медіана — 55 313), а середній дохід на одну сім'ю — 107 633 долари (медіана — 110 500). За межею бідності перебувало 6,6 % осіб, у тому числі 0,0 % дітей у віці до 18 років та 0,0 % осіб у віці 65 років та старших.
Цивільне працевлаштоване населення становило 150 осіб. Основні галузі зайнятості: освіта, охорона здоров'я та соціальна допомога — 20,7 %, мистецтво, розваги та відпочинок — 17,3 %, науковці, спеціалісти, менеджери — 16,0 %.